# RPR1
Pour les articles homonymes, voir RPR.
RPR1 est une radio privée régionale de Rhénanie-Palatinat.

## Histoire
Lors de la libéralisation des ondes en Rhénanie-Palatinat le 30 avril 1986, quatre radios présentent un programme : PRO Radio 4, Radio85, RPR et der Linksrheinische Rundfunk (LR). Ils partagent la même fréquence. PRO Radio 4 et RPR s'orientent à être des radios purement commerciales tandis que LR propose aussi un programme alternatif. Les trois fusionnent pour devenir RPR1.
Au début des années 1990, RPR1 reçoit une deuxième fréquence pour la Rhénanie-Palatinat. Sur cette fréquence, RPR Zwei diffuse du schlager jusqu'en août 2003 pour avoir un public plus âgé ; la fréquence et l'orientation sont reprises par BigFM. RPR2 réapparaît en 2005 sur Internet. En janvier 2007, RPR1 propose des programmes musicaux spécialisés sur son site Internet.

## Programme
RPR1 vise un public adulte contemporain de 14 à 49 ans. Elle diffuse chaque heure de la musique pop-rock, des informations générales et sur le trafic, de la comédie et de la publicité.

## Événements
RPR1 participe activement de 2005 à 2014 au concert Rheinland-Pfalz Open Air à Mayence, succédant à sa concurrente SWR3. La radio est aussi présente au Rheinland-Pfalz-Tag ou à Rhein in Flammen.

## Diffusion

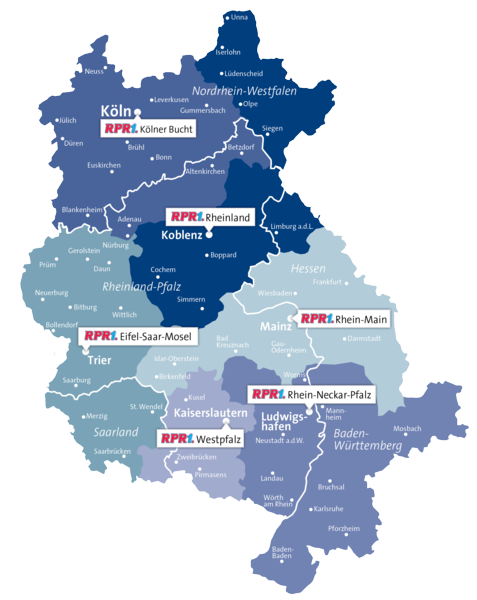
Zone d'émission

RFR1 est diffusée dans toute la Rhénanie-Palatinat et presque tout le sud de la Rhénanie-du-Nord-Westphalie.
| Émetteur                                   | UKW       | Puissance | Région                    |
| ------------------------------------------ | --------- | --------- | ------------------------- |
| Ahrweiler (Heckenbach-Schöneberg)          | 103,5 MHz | 30 kW     | Studio Rheinland          |
| Edenkoben (Kalmit)                         | 103,6 MHz | 25 kW     | Studio Rhein-Neckar-Pfalz |
| Grünstadt (Mertesheim)                     | 103,3 MHz | 0,05 kW   | Studio Rhein-Neckar-Pfalz |
| Kleinkarlbach (Battenberg-Steinbrunnerweg) | 091,1 MHz | 0,01 kW   | Studio Rhein-Neckar-Pfalz |
| Bad Dürkheim (Friedelsheim)                | 098,1 MHz | 0,05 kW   | Studio Rhein-Neckar-Pfalz |
| Bad Bergzabern (Stäffelsberg)              | 103,3 MHz | 0,25 kW   | Studio Rhein-Neckar-Pfalz |
| Pirmasens (Kettrichhof)                    | 104,7 MHz | 5 kW      | Studio Rhein-Neckar-Pfalz |
| Zweibrücken (FMT Am Funkturm)              | 103,3 MHz | 2 kW      | Studio Rhein-Neckar-Pfalz |
| Eßweiler (Bornberg)                        | 103,1 MHz | 25 kW     | Studio Rhein-Neckar-Pfalz |
| Mayence (Bonifatiustürme)                  | 098,1 MHz | 0,2 kW    | Studio Rhein-Main         |
| Mayence (Ober-Olm)                         | 100,6 MHz | 20 kW     | Studio Rhein-Main         |
| Bad Kreuznach (Schanzenkopf)               | 089,7 MHz | 0,1 kW    | Studio Rhein-Main         |
| Idar-Oberstein (Hillschied)                | 100,3 MHz | 1 kW      | Studio Rhein-Main         |
| Koblenz (Kühkopf)                          | 101,5 MHz | 40 kW     | Studio Rheinland          |
| Lahntal (Diez-Diezer Hain)                 | 101,2 MHz | 0,1 kW    | Studio Rheinland          |
| Bad Marienberg (Marienberger Höhe)         | 102,9 MHz | 25 kW     | Studio Rheinland          |
| Daun (Eifel)                               | 102,1 MHz | 20 kW     | Studio Eifel-Saar-Mosel   |
| Sarrebourg (Schoden-Geisberg)              | 102,6 MHz | 20 kW     | Studio Eifel-Saar-Mosel   |
| Trêves (Petrisberg)                        | 102,9 MHz | 0,1 kW    | Studio Eifel-Saar-Mosel   |
| Hunsrück (Haardtkopf)                      | 100,1 MHz | 50 kW     | Studio Eifel-Saar-Mosel   |

### Source de la traduction
- (de) Cet article est partiellement ou en totalité issu de l’article de Wikipédia en allemand intitulé « RPR1 » (voir la liste des auteurs).